# Gabriel Girodon
 (mars 2025).
Si vous disposez d'ouvrages ou d'articles de référence ou si vous connaissez des sites web de qualité traitant du thème abordé ici, merci de compléter l'article en donnant les références utiles à sa vérifiabilité et en les liant à la section « Notes et références ».
Pour les articles homonymes, voir Girodon.
Gabriel Jules-Charles Girodon (1884-1941) est un peintre français, Premier grand prix de Rome. Artiste complet, il pratique aussi bien la peinture religieuse, le portrait,  le paysage, le pastel que la sculpture, la fresque, et le carton de vitrail. 

## Biographie

### Jeunesse et formation

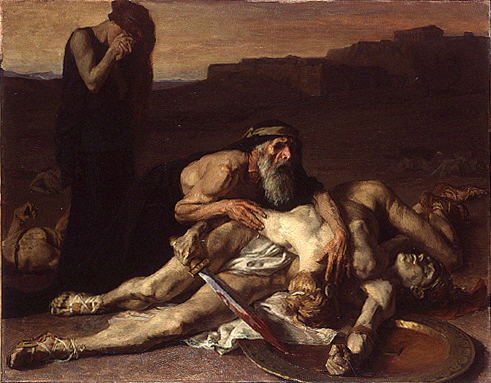
Oedipe sur les corps de ses fils. Conservé au musée des Beaux-Arts de Paris.

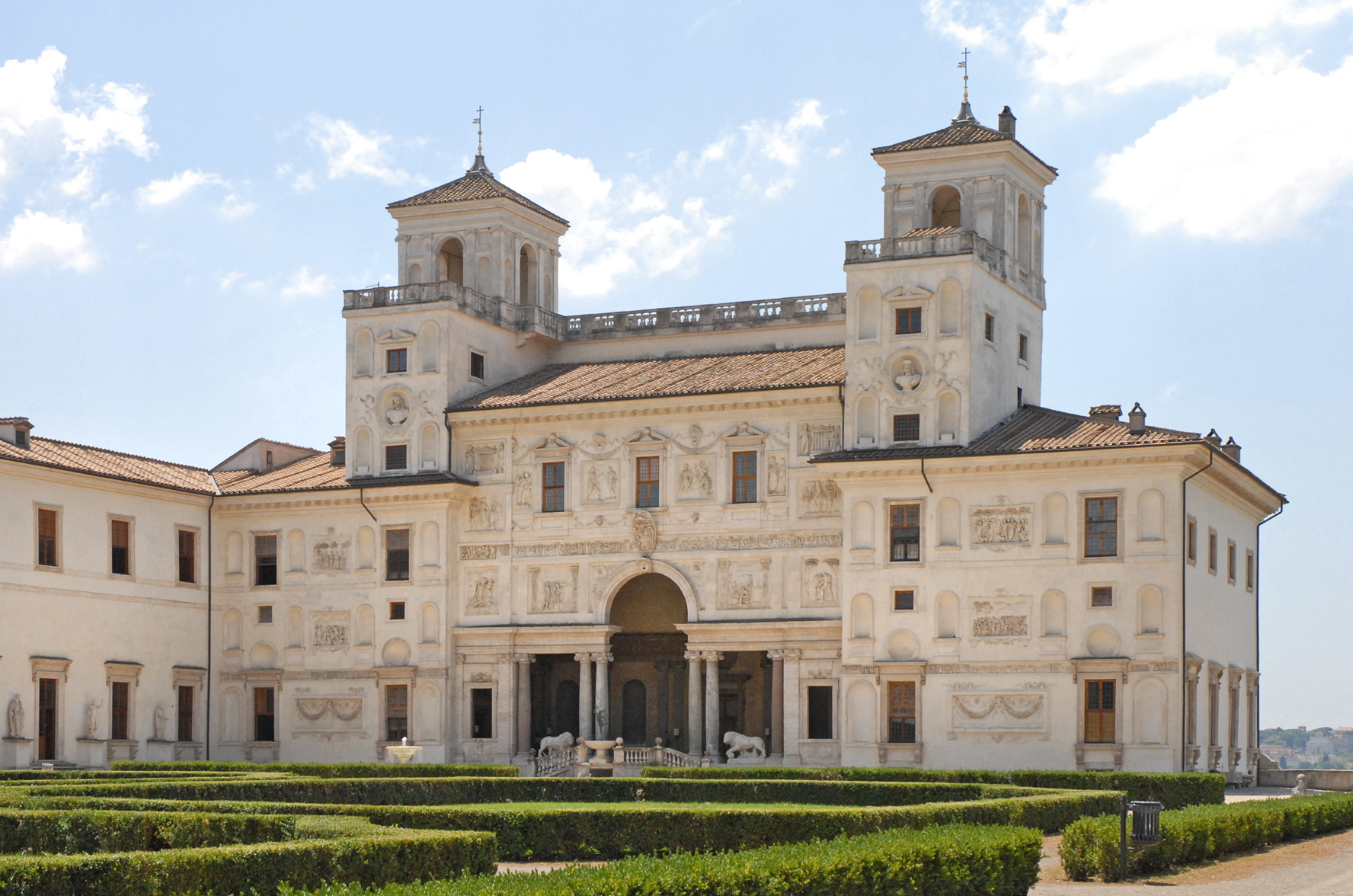
La Villa Médicis à Rome

Gabriel Girodon naît en 1884 à Saint-Quentin, dans l'Aisne. Il fait ses premières ébauches vers l’âge de six ou sept ans. En 1892, il perd sa mère qui laisse trois enfants en bas âge. Son père, simple ouvrier peintre en bâtiment, n'a pas les moyens de subvenir à leurs besoins. En juin, Gabriel est confié à l'orphelinat Cordier de Saint-Quentin. En 1897, Gabriel Hanotaux, ministre des Affaires étrangères, fait une visite des lieux, en marge d'une cérémonie officielle. Parmi des dessins d'écolier, il  remarque ceux du petit Gabriel, âgé de 11 ans, qu'il fait appeler. Il lui demande de dessiner sur le vif sa propre canne, tandis qu'il crayonne lui-même le portrait de l'enfant. Cette rencontre sera déterminante pour Gabriel Girodon, car le ministre lui fera parvenir une boîte de couleurs, avec laquelle il fera ses premiers essais de peinture. Gabriel Hanotaux le fera aussi entrer en 1901 à l'école de dessin Maurice Quentin de la Tour où l'artiste en herbe se distingue par la qualité de son travail et obtient notamment le prix Antoine Lécuyer. 
En 1902, la ville de Saint-Quentin l'envoie à Paris pour présenter le concours d'entrée à l'école des Beaux-Arts, où il est reçu premier en 1903. Il y suit les cours des ateliers de Fernand Cormon, Fernand Sabatté et Albert Besnard. Elève brillant et passionné, il y reçoit tous les premiers prix : prix de torse, prix de tête, prix d’expression, prix d'esquisse.
En 1912, le premier grand prix de Rome de peinture lui est décerné, pour le tableau Œdipe sur les corps de ses enfants.

### A la Villa Médicis
Il devient pensionnaire de la Villa Médicis en janvier 1913. En 1914, la guerre éclate : Gabriel Girodon est mobilisé, et doit quitter la Villa en août 1914. Bénéficiant d'un report de pension, il y revient en décembre 1919 et y séjourne jusqu'en juillet 1922.
Il exécute le portrait de Charles Jonnart, ambassadeur de France au Saint-Siège à Rome, ainsi que de plusieurs ecclésiastiques. Il a le grand honneur d’être appelé au Vatican pour faire le portrait du pape Pie XI.
En 1921 et 1922, il réalise 4 portraits de pensionnaires de la Villa dont son autoportrait, selon les usages d'une ancienne tradition qui s'est éteinte progressivement pendant l'entre-deux guerres. Ils sont actuellement conservés à la Villa Médicis.
Le musée Antoine Lécuyer de Saint-Quentin possède un tableau allégorique, Jeunesse ou Maternité heureuse, datant du second séjour de Gabriel Girodon à la Villa Médicis en 1921.

### Carrière artistique
Gabriel Girodon expose régulièrement au Salon de Paris, dans la section "peinture", aussi bien du paysage comme Labourage en novembre en 1912 représentant  "Six bœufs, tout enveloppés de buée, [qui] défoncent un sol gras sous un ciel très bas d’automne", que des scènes bibliques comme Le Golgotha en 1931 et  Pietà en 1932, mais aussi des portraits, notamment celui de sa jeune fille, Lisbeth, en 1932. Il fera don plus tard de sa Pietà à l'église Saint-Sulpice de Limetz, où elle est toujours visible aujourd'hui.
Dans la période de l'entre-deux guerres, Gabriel Girodon participe activement à la renaissance des églises de l'Aisne. Il réalise ainsi le décor intérieur de l'église Saint-Pierre Saint-Paul du village de Bernot en 1925 et 1926 : fresque monumentale du chœur, peintures sur bois pour le maître-autel et la chaire à prêcher, chemin de croix en 12 stations . 

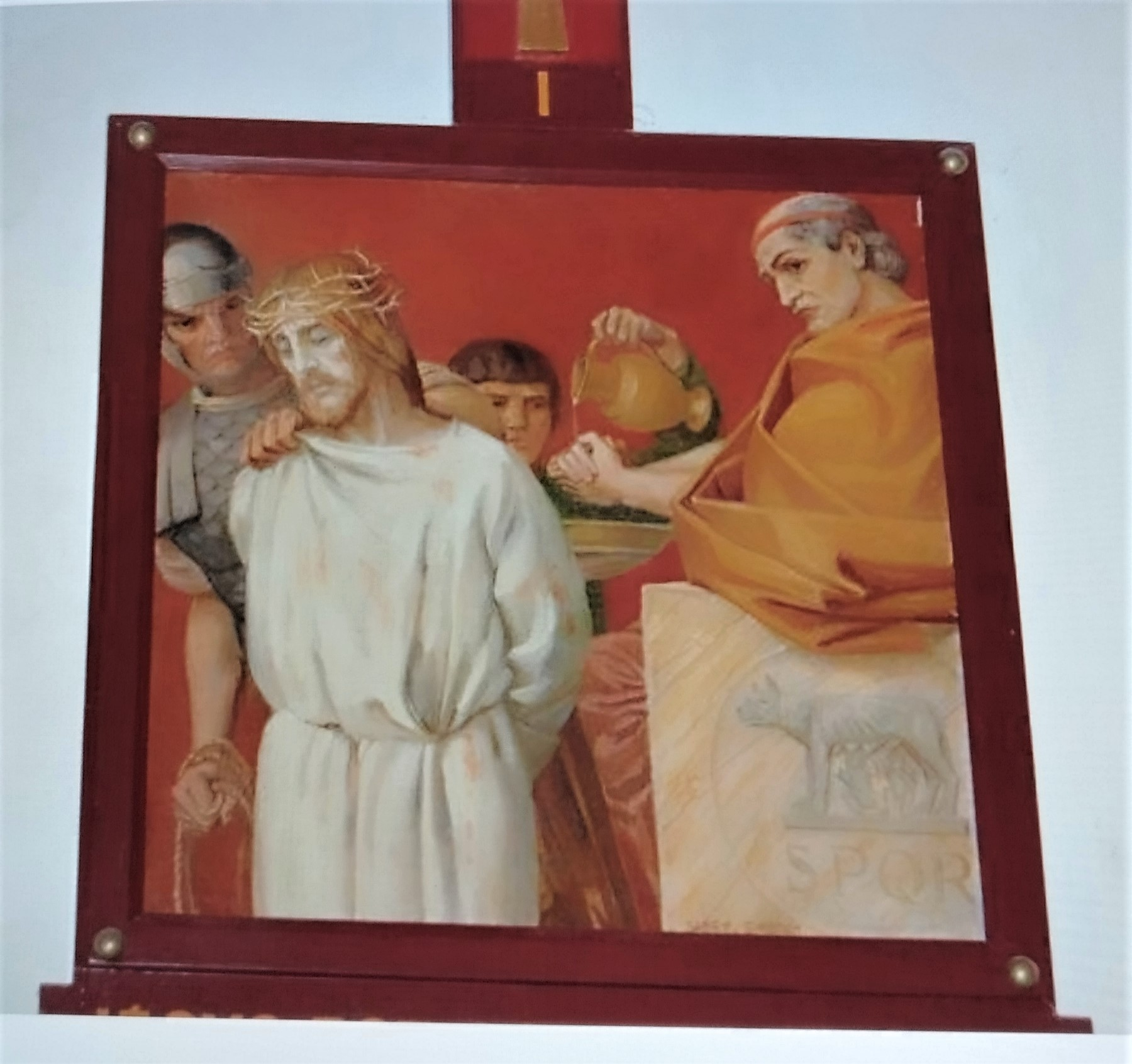
Chemin de croix, station 1, église de Bernot, 1925

Il réalise également le décor de la cathédrale de Soissons dont un tableau monumental représentant le martyre de Saint-Crépin et Saint-Crépinien en 1935.  

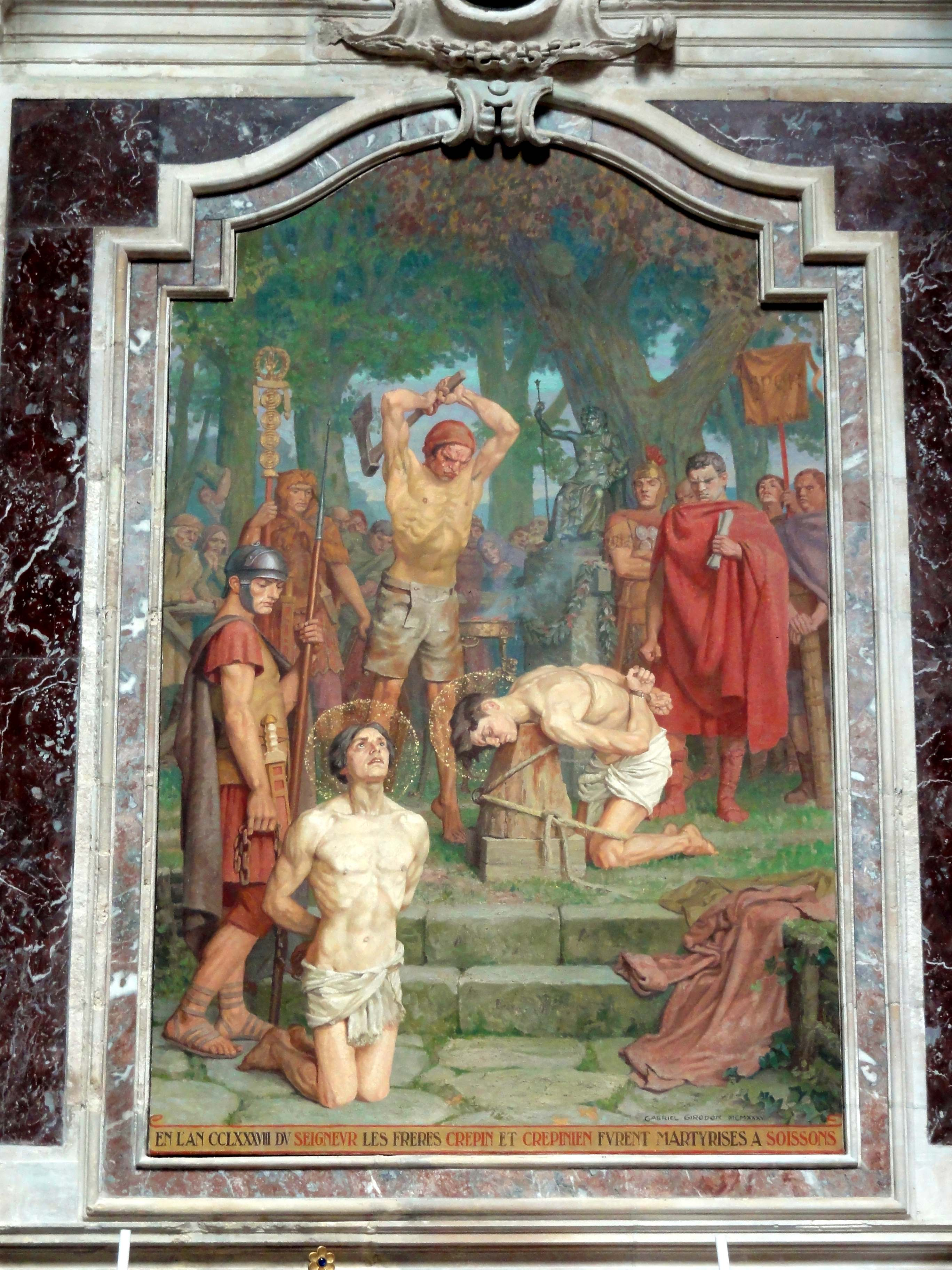
Le Martyre de Saint Crépin et Saint-Crépinien, Gabriel Girodon, huile sur toile, 1935, cathédrale de Soissons, Aisne

Il pratique par ailleurs le dessin de cartons de vitraux. On peut ainsi citer le vitrail représentant Jeanne d'Arc et Saint-Michel qu'il a exécuté pour l'église Saint-Martin à Gasny (27), celui de l'église Saint-Sulpice de Limetz-Villez (78), à la gloire des soldats de la Grande Guerre, ou encore celui représentant Saint André de l'église Notre-Dame-de-la-Paix, à Ribérac, en Dordogne (24). 

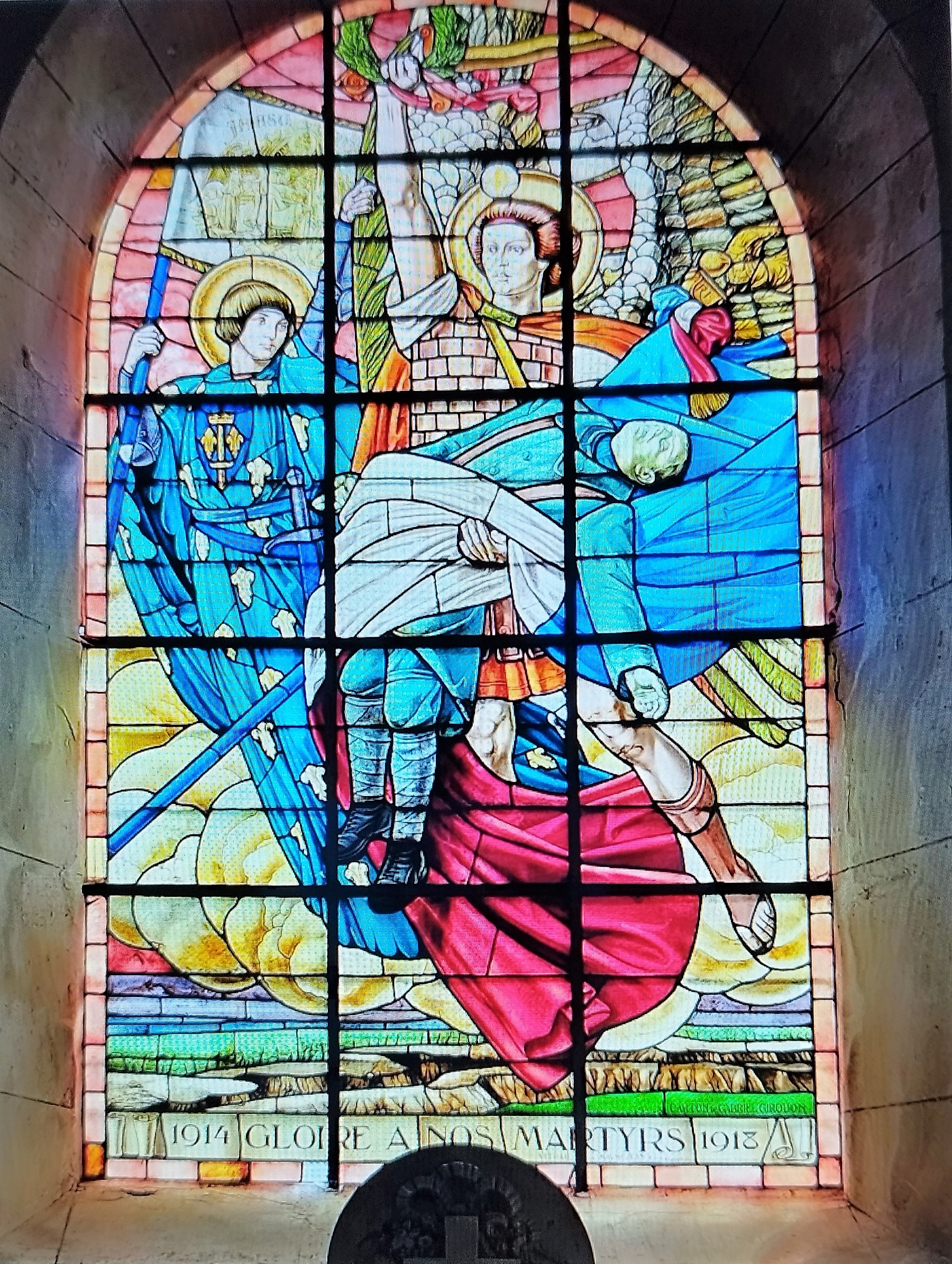
Saint-Michel et Jeanne d'Arc portant un soldat mort, "Gloire à nos martyrs, 1914-1918", vitrail sur carton de Gabriel Girodon, église Saint-Martin, Gasny, Eure

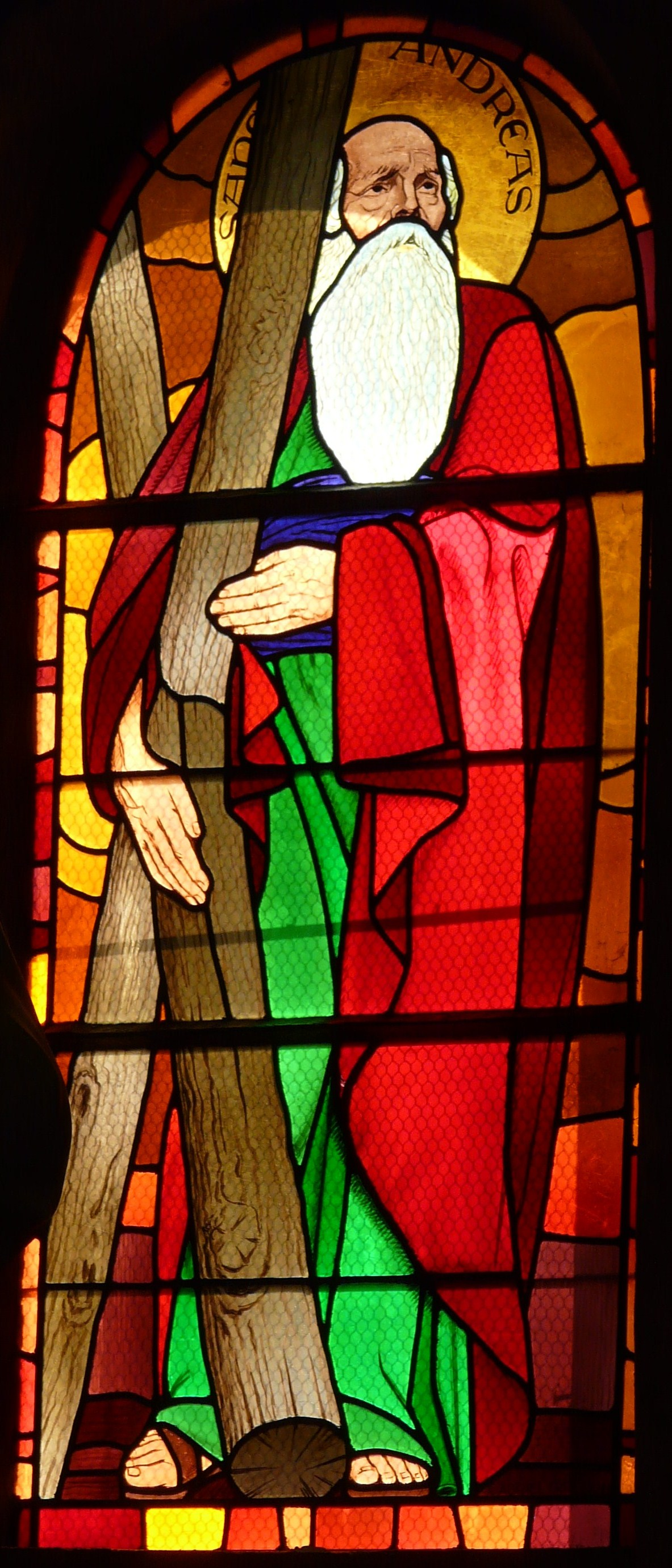
San Andreas, vitrail sur carton de Gabriel Girodon, 1935, église Notre-Dame-de-la-Paix, Ribérac, Dordogne

A noter qu'en 1934, il réalise le chemin de croix de la chapelle de l'institution Saint-Jean à Saint-Quentin. Après la démolition de cette chapelle, l'ensemble est remisé dans les combles de l'établissement. 

En 1920, il installe un atelier dans la commune de Limetz-Villez (anciennement Limetz, département de la Seine) située à la frontière des Yvelines et de la Normandie, toute proche de Giverny, où se trouve à l'époque la maison de Claude Monet, aujourd'hui devenue un musée. Sensible aux jeux de la lumière dans la nature environnante, il peint alors les paysages de la vallée de l'Epte, ses bords de rivière, ses prairies et ses champs. 

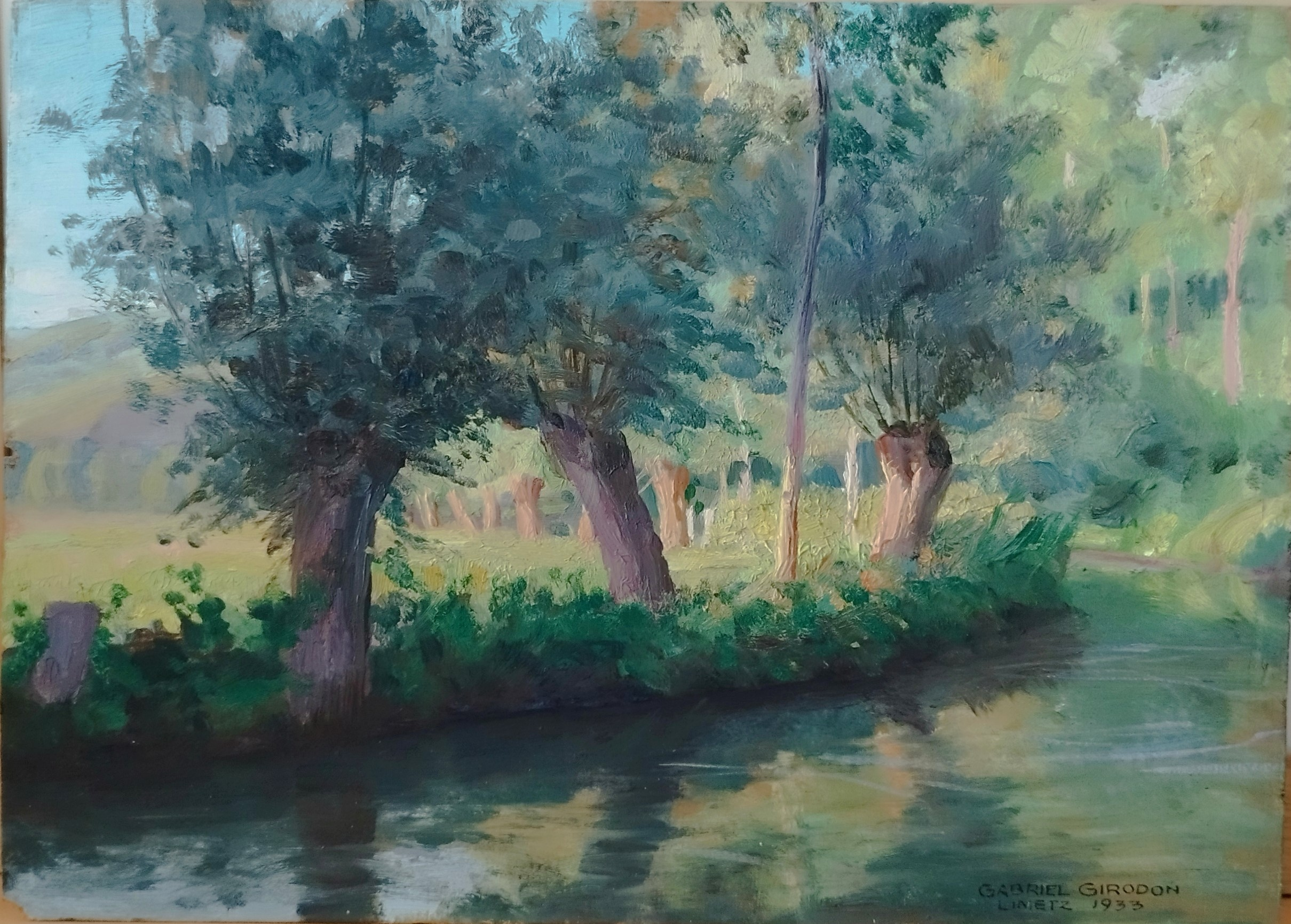
Les bords de l'Epte, Gabriel Girodon, 1933. Collection particulière

Non loin de Limetz, la ville normande de Vernon se déploie autour de la collégiale Notre-Dame qui remonte à la toute fin du 11ème siècle. Gabriel Girodon dessine les cartons d'une verrière honorant les morts pour la France de la guerre de 14-18, elle est installée en 1926, mais sera détruite lors des bombardements allemands en 1940.   
Le peintre a aussi séjourné en Bretagne, à l'invitation de son ami le peintre Arthur Midy, lui-même originaire de Saint-Quentin et ancien élève de l'école de dessin Quentin de la Tour, tombé amoureux de la région.  
Deux œuvres témoignent de son passage dans la région : une peinture religieuse Les Pèlerins d'Emmaüs, visible en la chapelle Notre-Dame de Penmern, et une peinture pittoresque représentant une bretonne en habit traditionnel agenouillée devant le jubé de l'église Saint-Fiacre au Faouët, foyer artistique dynamique entre la fin du 19ème et 1945. Le musée de la commune a acquis cette toile en 2023.   

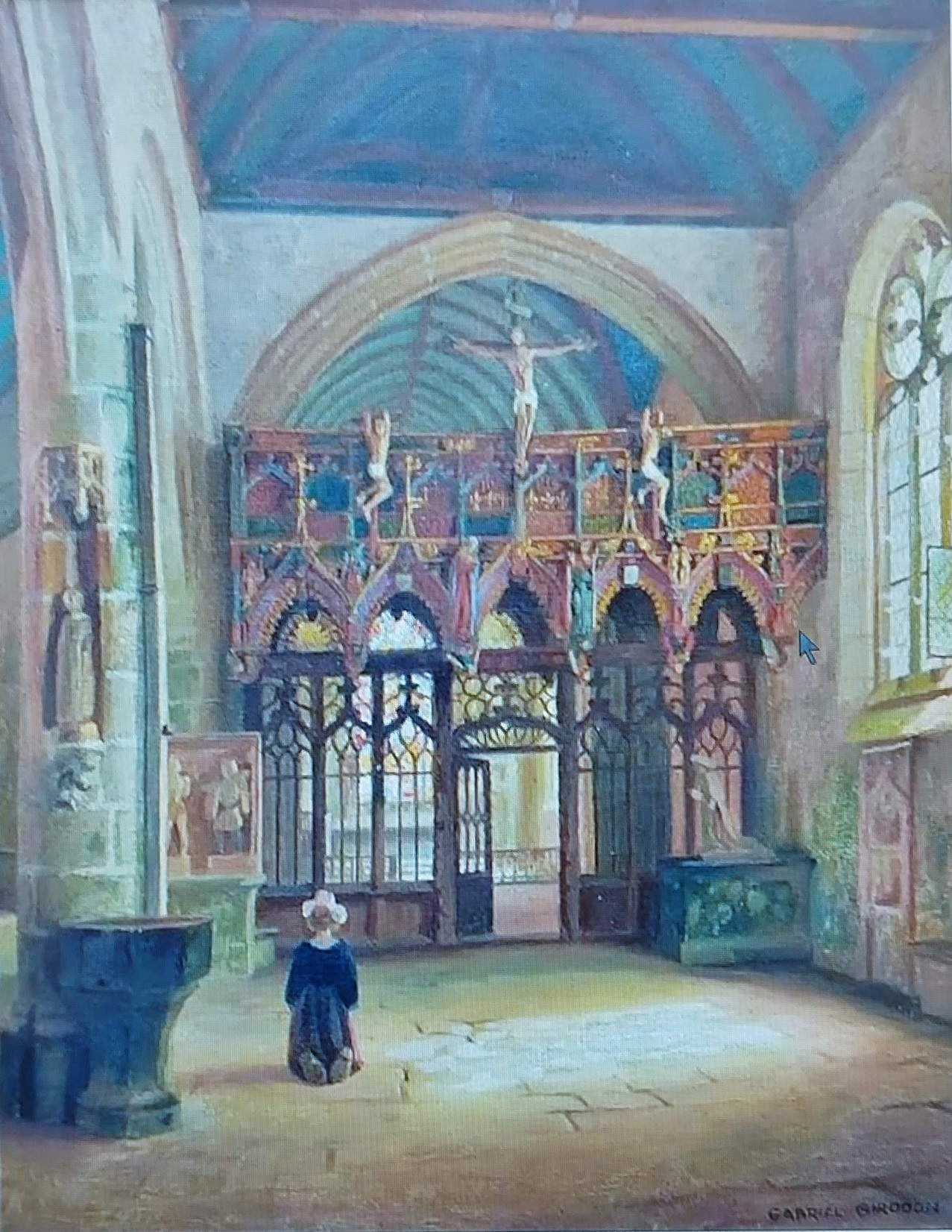
"Bretonne devant un jubé", Gabriel Girodon, huile sur toile, vers 1937, musée du Faouët

En 1927, il est nommé directeur de l’école de dessin Quentin de La Tour, à la suite de Pierre-Louis Emmanuel Croizé. En  hommage à son illustre fondateur, il peint une Apothéose de Maurice Quentin de la Tour en 1935. Après sa mort, la ville de Saint-Quentin rendra à son tour hommage à Gabriel Girodon en donnant son nom à la rue où se situe encore aujourd'hui l'école.  
La ville natale de l'artiste garde plusieurs traces de l'œuvre de l'artiste :   
- un bas-relief en ciment sculpté représentant le martyr de Saint-Quentin dit "le Petit Saint-Quentin"
- un médaillon en bronze en hommage à Emile Billion, bienfaiteur de la ville
- une crèche de Noël en plâtre polychrome dans la basilique Saint-Quentin
- le décor peint de l'ancienne salle du Conseil municipal de l'Hôtel de ville de Saint-Quentin, devenue salle des mariages en 1925. On peut notamment y découvrir un portrait du carillonneur de Saint-Quentin, Gustave Cantelon, daté de 1930.

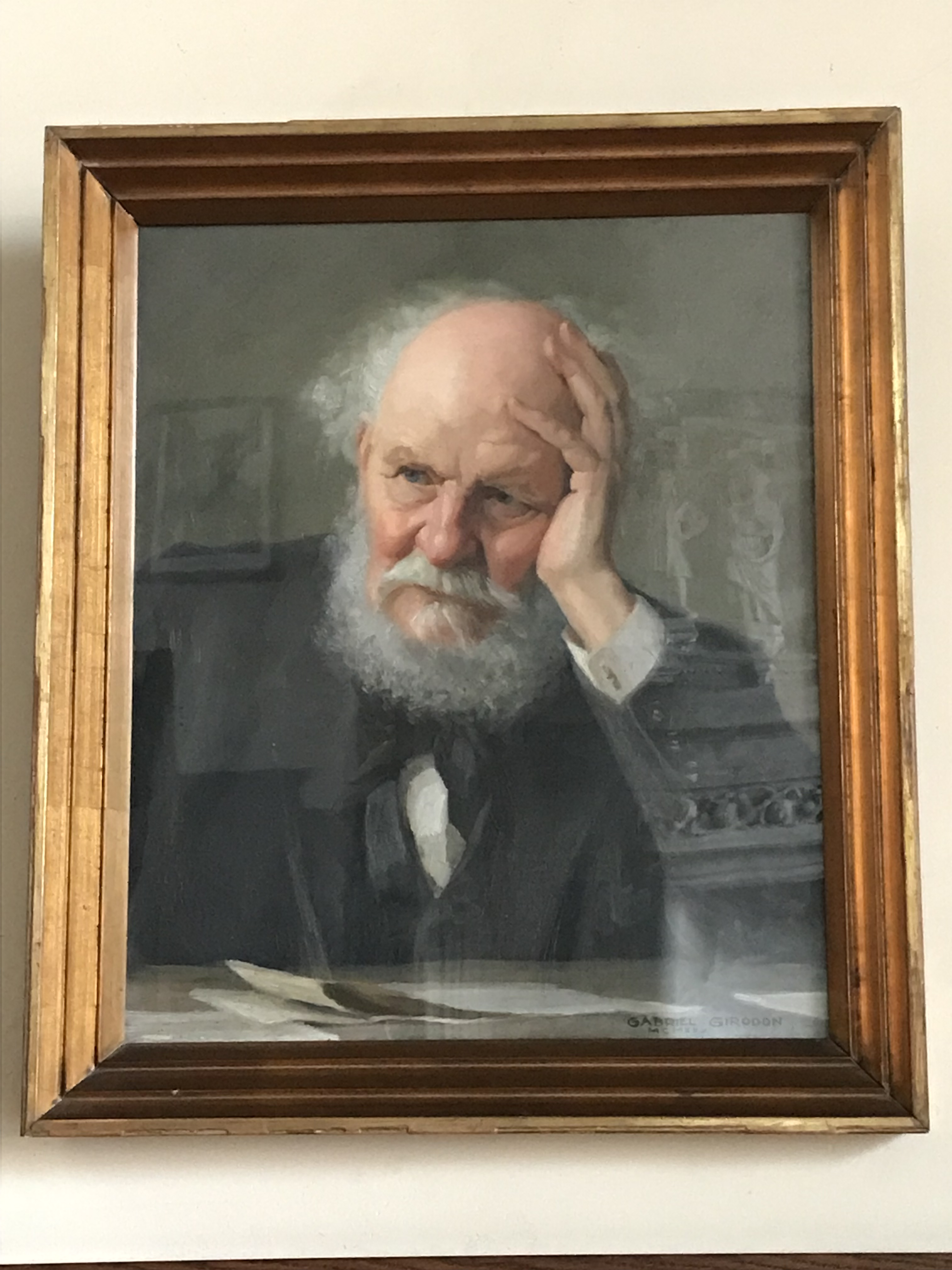
Portrait de Gustave Cantelon, Gabriel Girodon, huile sur toile, 1930, Hôtel de Ville de Saint-Quentin, Aisne

En 1932, Gabriel est fait chevalier de la Légion d'honneur, et nommé conservateur adjoint du musée Antoine Lécuyer à Saint-Quentin.

### Le sauvetage des œuvres de Maurice Quentin de la Tour pendant la guerre
Devenu conservateur du musée Antoine Lécuyer en 1940, il est envoyé à Mézangers, dans la Mayenne, au château du Rocher pour éviter le pillage de la collection célèbre des 80 pastels de Quentin de La Tour; Il y assure leur sécurité jusqu'à son décès, survenu brusquement le 24 novembre 1941 alors qu'il venait de terminer une sculpture de Jeanne d'Arc prisonnière pour l'église Jeanne d'Arc de Margny-lès-Compiègne.

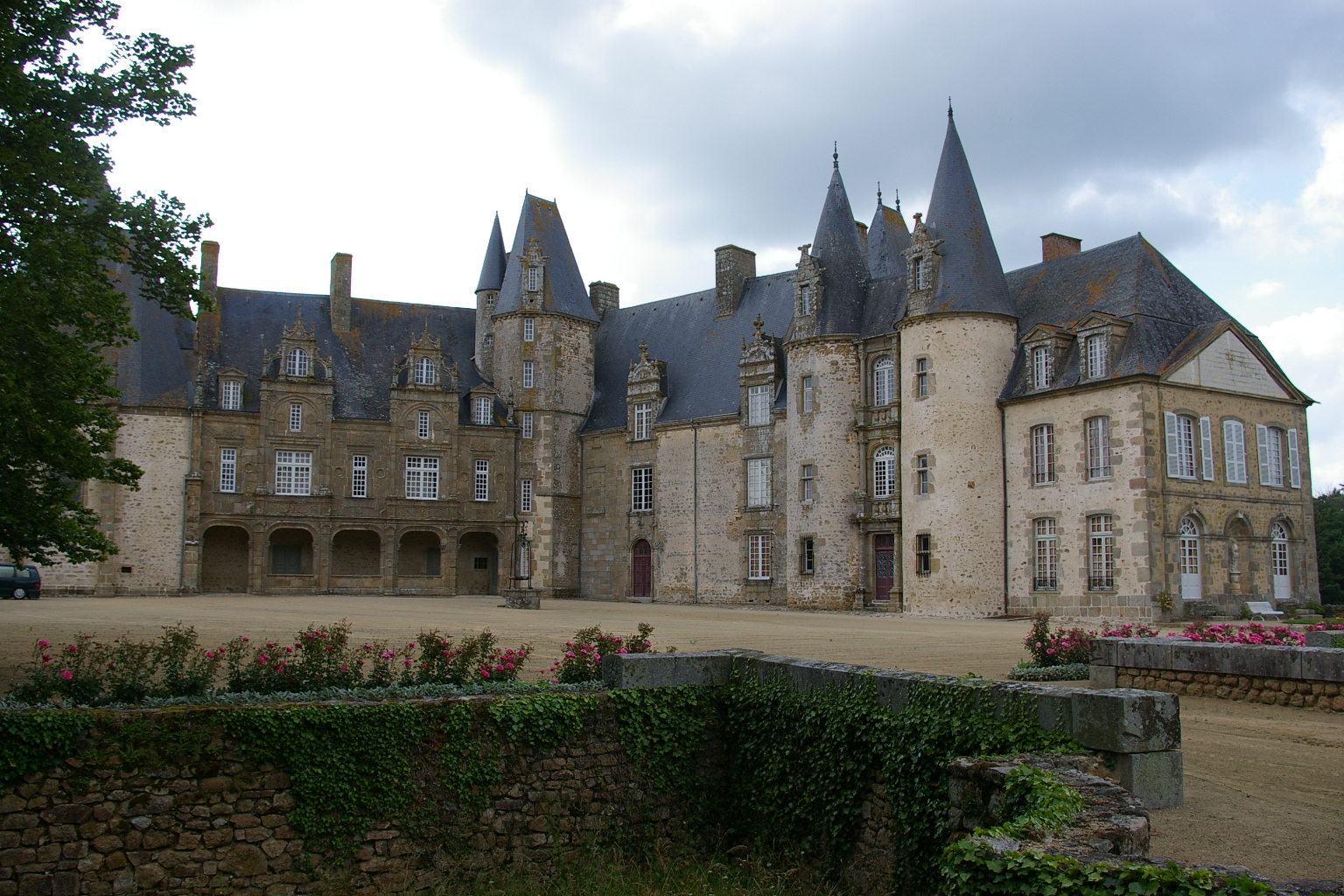
Mézangers Château du Rocher

Deux tableaux témoignent de son séjour au château, conservés au musée Antoine Lécuyer de Saint-Quentin. Il s'agit de deux pastels datés de 1940 : L'intérieur aux La Tour et Les Pastels de de La Tour à Mézangers. Le musée possède aussi un buste de Maurice Quentin de la Tour réalisé par Gabriel Girodon, qui a connu toutes sortes de péripéties. À l'origine, il est en effet intégré à un monument à Maurice Quentin de la Tour érigé pour remplacer un buste de Prudhon de 1816, enlevé par les allemands en 14-18. La nouvelle version de Girodon est inaugurée en 1933, mais les allemands enlèvent à nouveau le buste. C'est bien longtemps après la guerre qu'une nouvelle fonte est coulée d'après le plâtre original conservé au musée et installée en 1978.

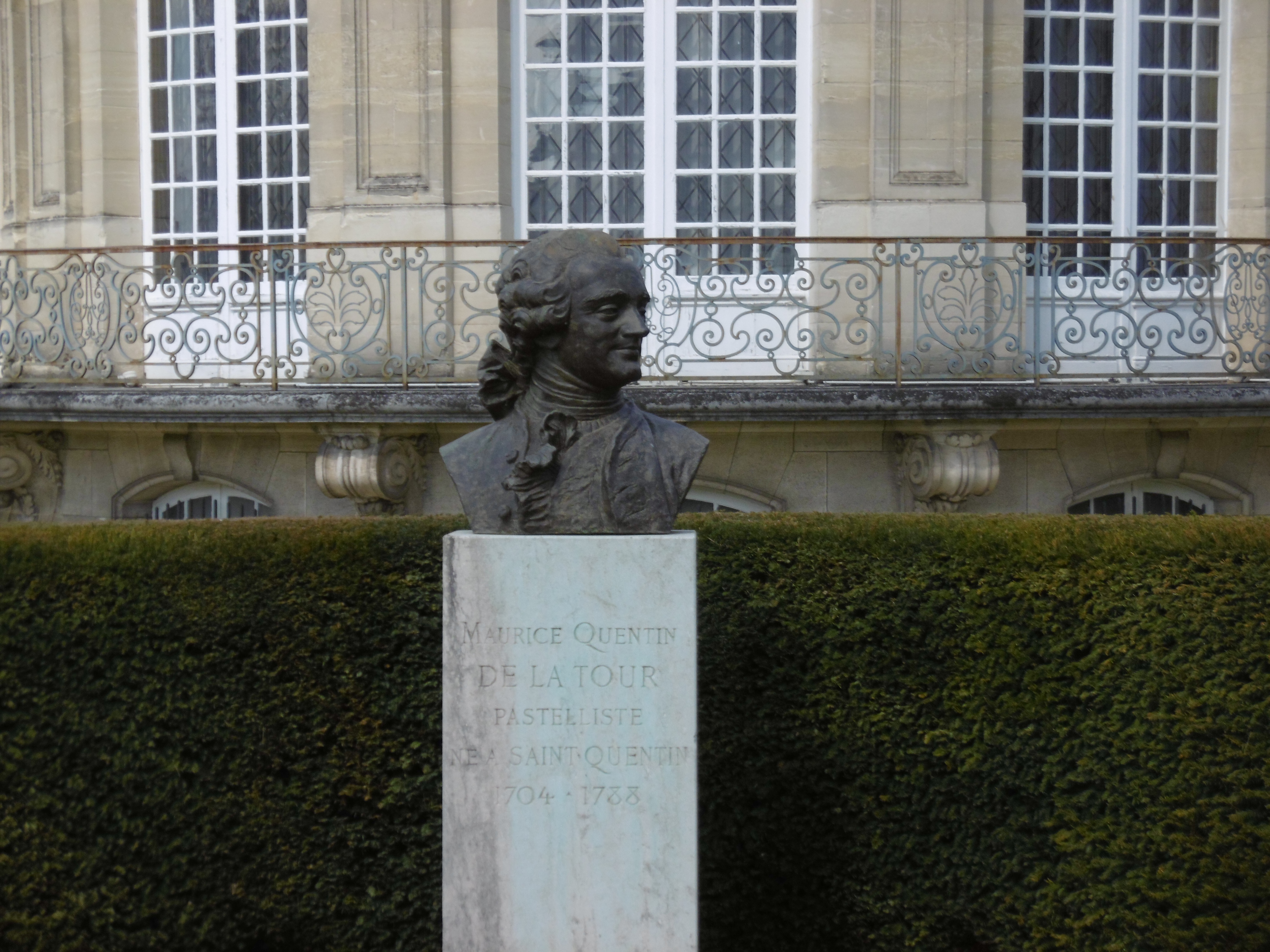
Buste de Maurice Quentin de la Tour, statue de Gabriel Girodon

## Où voir ses tableaux
- Oedipe sur le corps de ses fils,  huile sur toile,1912, musée des Beaux-Arts de Paris
- Jeunesse ou Maternité heureuse, huile sur toile, 1921, musée Antoine Lécuyer, Saint-Quentin
- Portraits de pensionnaires de la Villa Médicis : Claude Delvincourt, huile sur toile,1921; Jacques Debat-Ponsan, huile sur toile, 1921; Autoportrait, huile sur toile, 1921; Siméon Foucault, huile sur toile, 1922, Salon des pensionnaires, Villa Médicis, Rome.
- Les Pèlerins d'Emmaüs, huile sur toile, après 1922, chapelle Notre-Dame de Penmern
- Gustave Cantelon, carillonneur de Saint-Quentin, huile sur toile,1930, Hôtel de ville de Saint-Quentin
- Le Golgotha, huile sur toile, 1931, église Saint-Éloi, Le Perray-en-Yvelines
- Piétà, huile sur toile, 1931, église Saint-Sulpice, Limetz-Villez
- Le Martyre de Saint-Crépin et Saint-Crépinien, huile sur toile, 1935, cathédrale de Soissons
- Bretonne en prière devant le jubé de l'église Saint-Fiacre, Le Faouët, huile sur toile, vers 1937, musée du Faouët
- L'intérieur aux La Tour, 1940, pastel, musée Antoine Lécuyer, Saint-Quentin
- Les pastels de de La Tour à Mézangers, 1940, pastel, musée Antoine Lécuyer, Saint-Quentin